# 진양호
진양호(晉陽湖)는 1970년 7월에 완성된 낙동강 유역 최초의 다목적댐인 남강댐의 건설로 형성된 호수이며, 경상남도 진주시의 남강과 덕천강이 만나는 곳에 위치한 진주시의 주요 식수원이다. 호수의 이름은 진주시의 옛 이름인 '진양(晉陽)'에서 따왔다.

## 개요
면적 23.55 km2, 만수위 37.5 m의 콘크리트 중력댐이다.총저수량은 1억 800만톤이었으나, 1999년에 남강댐 보강공사로 3억 1000만톤 규모로 늘어났다.
진양호에는 남해 사천만으로 흐르는 가화천으로 난 수문이 있다. 1796년(정조 20년) 음력 5월 8일 정조실록에는 장재곤(張載坤)이라는 사람이 남강 물을 사천만으로 절하해 홍수를 방지하여 농토를 확보할 것을 건의한 내용이 있으나 허황된 것이라 여겨 받아들이지 않고, 오히려 장난성 상소를 올리는 자를 벌한다고 공고한 기록이 있다. 이후 남강물을 사천만으로 절하하자는 주장은 구한말에 다시 제기되었다. 영남춘추에 '남강홍수를 방지함에는 일거양득의 좋은 방법이 있으니 사천만으로 절하(切下)하는 것이다. 이는 치수와 8000정보의 비옥한 토지를 얻게 한다'라는 기록이 있다.일제강점기인 1936년에 방수로를 포함한 진양호 공사를 착공했다가 중단했고, 1949년에 착공했다가 한국 전쟁으로 중단한 뒤 1962년에 착공하여 1969년에 준공하였고, 1989년에 보강공사에 착수해 1999년에 다목적댐으로 준공되었다.
연간발전량은 4,000만 kW에서 4,130만 kW이다.
1981년 8월 6일 도시자연공원으로 지정되었다.

## 시설물

### 진양호 동물원
진양호 동물원은 1986년 1월 20일 개원하여 연차적으로 시설물을 확충하여 현재 55종 300여마리의 동물을 사육하고 있다. 천연기념물 수리부엉이, 반달가슴곰, 원앙새, 오골계 등과 함께 27종의 조류, 27종의 표유류를 사육하고 있다.

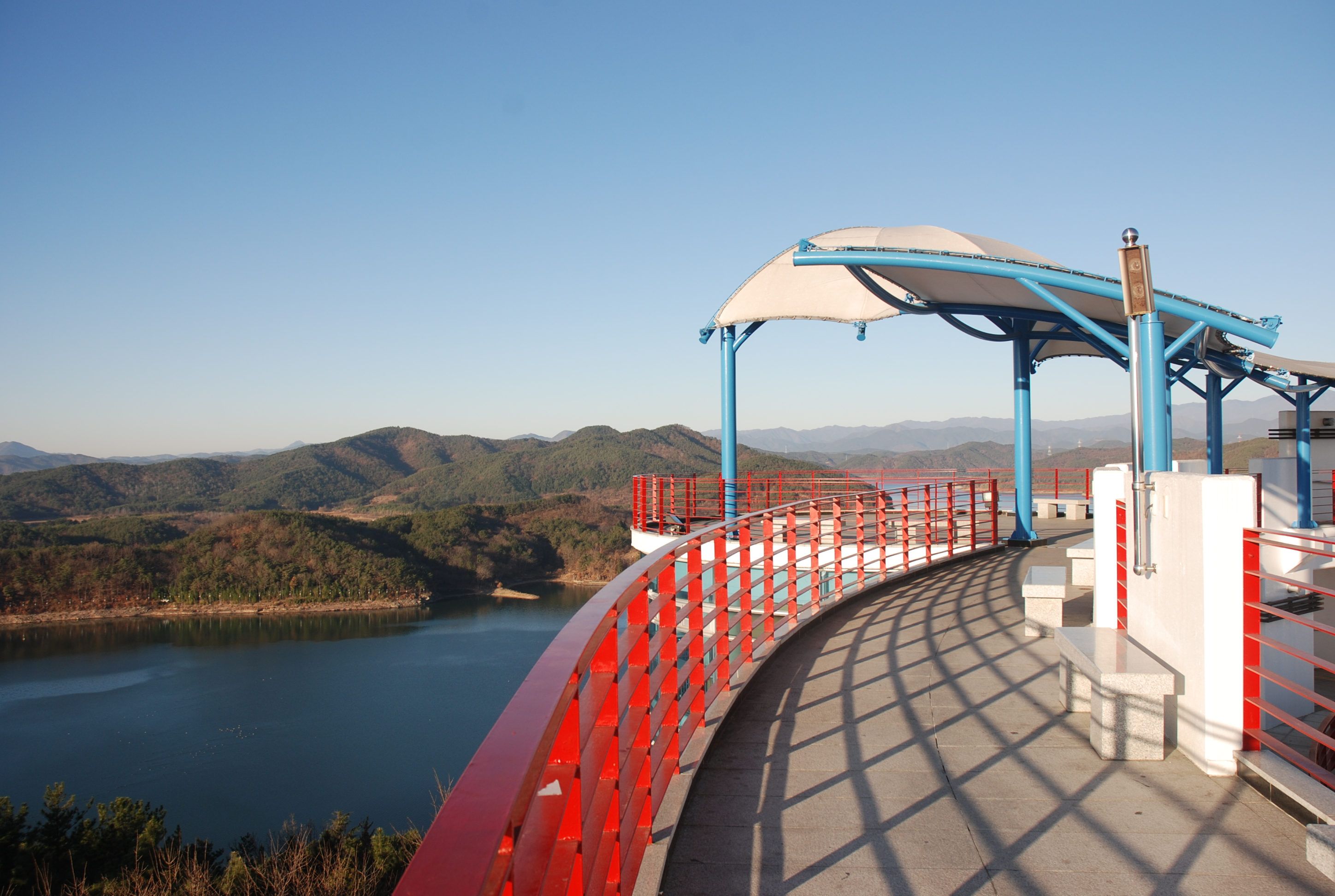
진양호 전망대

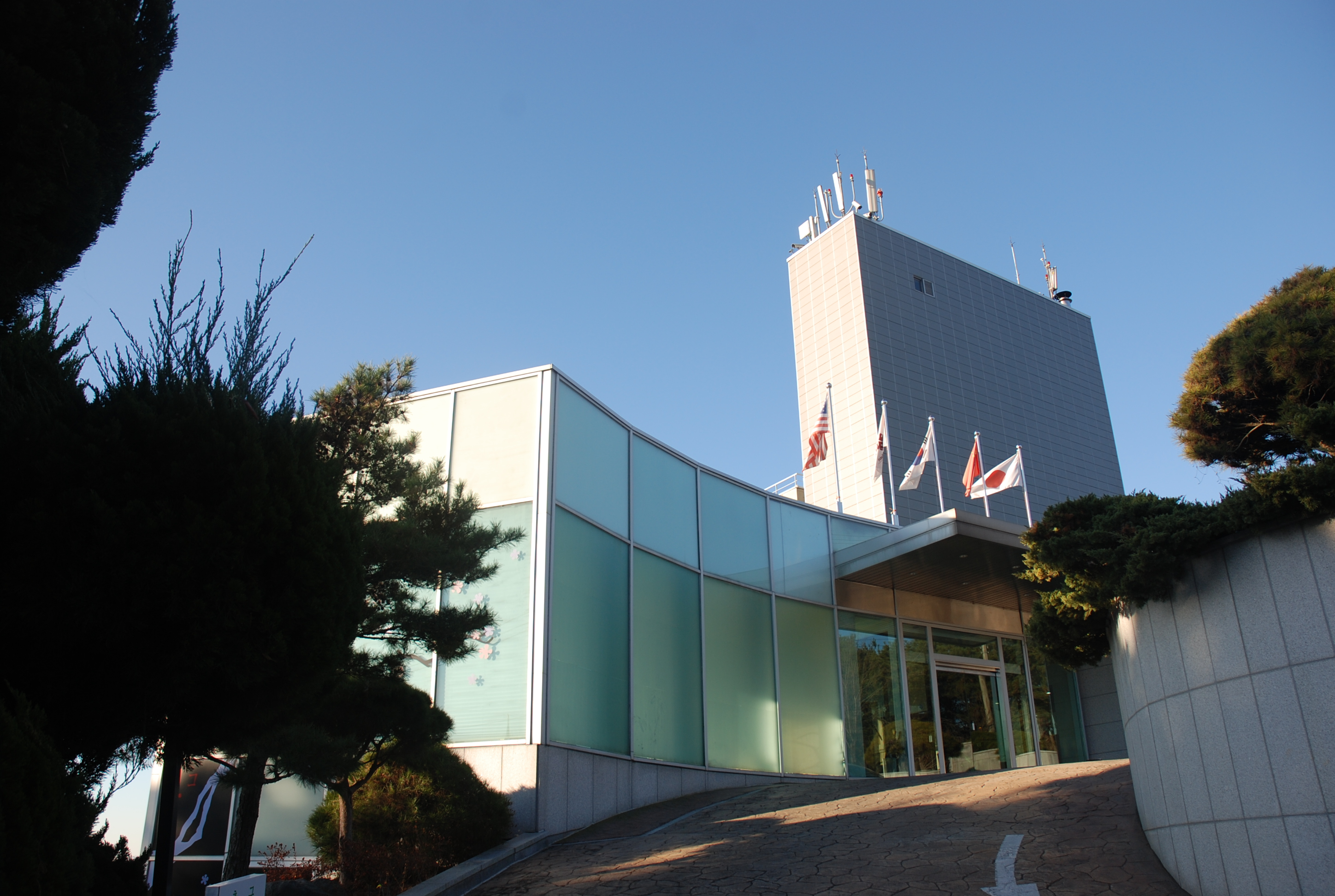
진양호 전망대 아래에 위치한 아시아 레이크 사이드 호텔

### 진양호 전망대
아시아 레이크 사이드 호텔 위쪽에 가장 높은 지점에 위치한 3층의 전망대이며, 한눈에 진양호를 볼 수 있도록 개방된 구조로 만들어져 있다. 2003년 1월에 준공하였으며, 시원하게 트인 넓은 호반과 지리산을 한눈에 바라볼 수 있는 곳으로 해마다 봄철이 되면 벚꽃이 만개하여 장관을 이룬다.

### 진양호반 물빛길
진양호에 조성된 둘레길로 양마산 물빛길(15.3km)과 자연생태 문화탐방로를 체험하는 코스(22.7km) 등 약 38km 길이의 두개의 길로 조성됐다.

### 숙박
아시아 레이크 사이드 호텔은 구 아세아 호텔을 개조하여 2002년에 준공되었다. 진양호를 바라볼 수 있도록 조화롭게 꾸며져 있다. 32개의 객실을 갖춘 별장식 호텔로 노블레스 레스토랑 등시설을 갖추고 있다. 소형 숙박 시설로는 본모텔이 주변에 자리를 잡고 있다.

### 진주랜드
운영중단

### 기타
가족단위 나들이 및 휴식공간으로 제공하기 위하여 2001년 5월에 조성된 가족쉼터와 구 선착장 위에 위치한 남인수 동상과 1984년 12월에 건립된 노래기념비 등이 있다. 남인수는 《애수의 소야곡》, 《가거라 삼팔선》, 《내고향 진주》등 수많은 히트곡으로 구세대의 사랑을 받았다.
진양호 중간즈음에는 지역작가들의 전시를 볼 수 있는 복합문화공간 별의정원이 관광 명소로 부상하고 있다.